# Karassuk-Kultur
Die Karassuk-Kultur (russisch Карасукская культура, daraus wissenschaftlich Karasuk-Kultur, nach dem Karassuk [⊙], einem linken Nebenfluss des Jenissei) war etwa um 1200–900 v. Chr. am mittleren Jenissei in der Umgebung von Minussinsk und in Chakassien in Südsibirien verbreitet. Sie folgte den nordöstlichen Ausläufern der aus Mittelasien weit expandierten Andronowo-Kultur, deren Bestattungssitten und Ornamentik sie fortführte. Sie wies aber im Unterschied zu ihr auch bronzezeitliche südsibirische Einflüsse, beispielsweise in der Keramik, auf. Ihr folgt in der Region die Tagar-Kultur, die schon zum archäologischen Komplex der frühen Skythen gehört.

## Geographische Lage

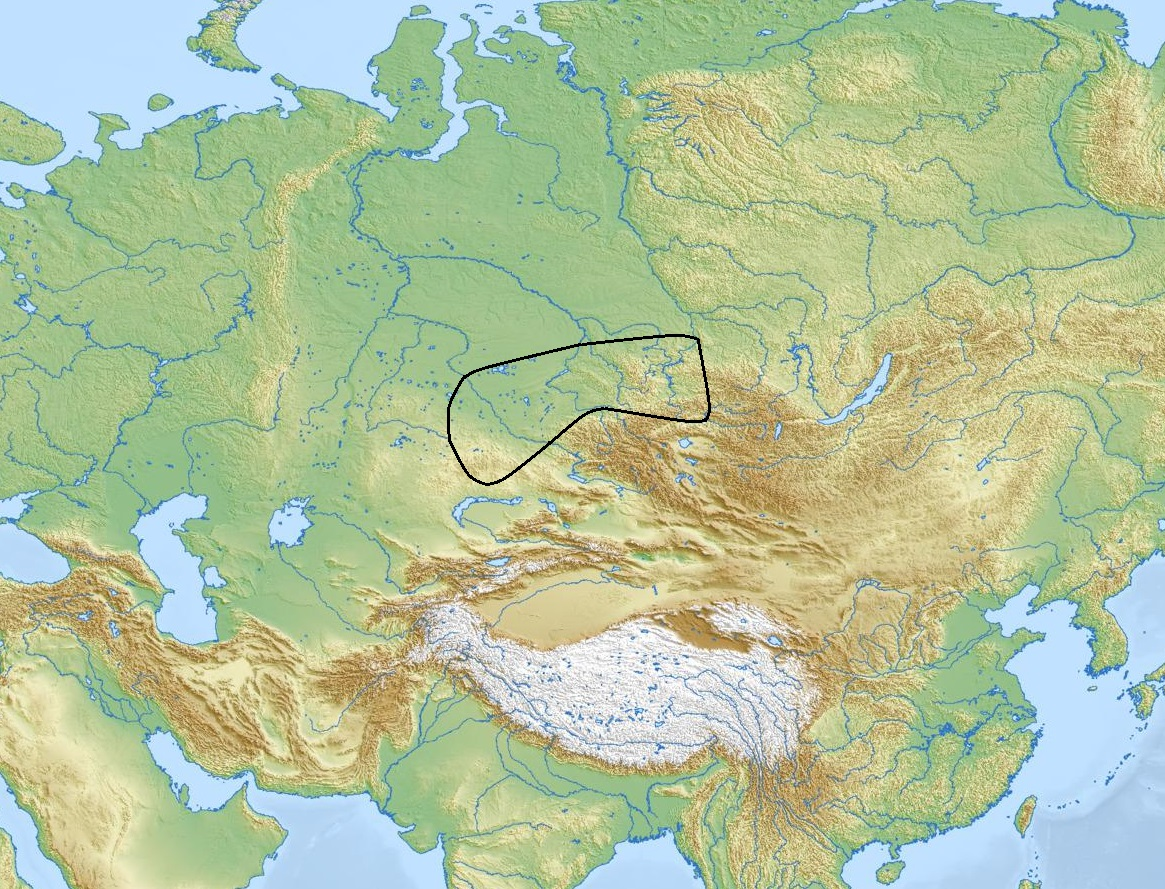
Maximale Ausbreitung der Karassuk-Kultur nach J.P. Mallory 1997

Im engeren Sinne war die Kultur im Minussinsker Becken am oberen Jenissei verbreitet, im weiteren Sinne (Karasuk III) werden Funde am oberen Ob eingeschlossen.

## Kultur

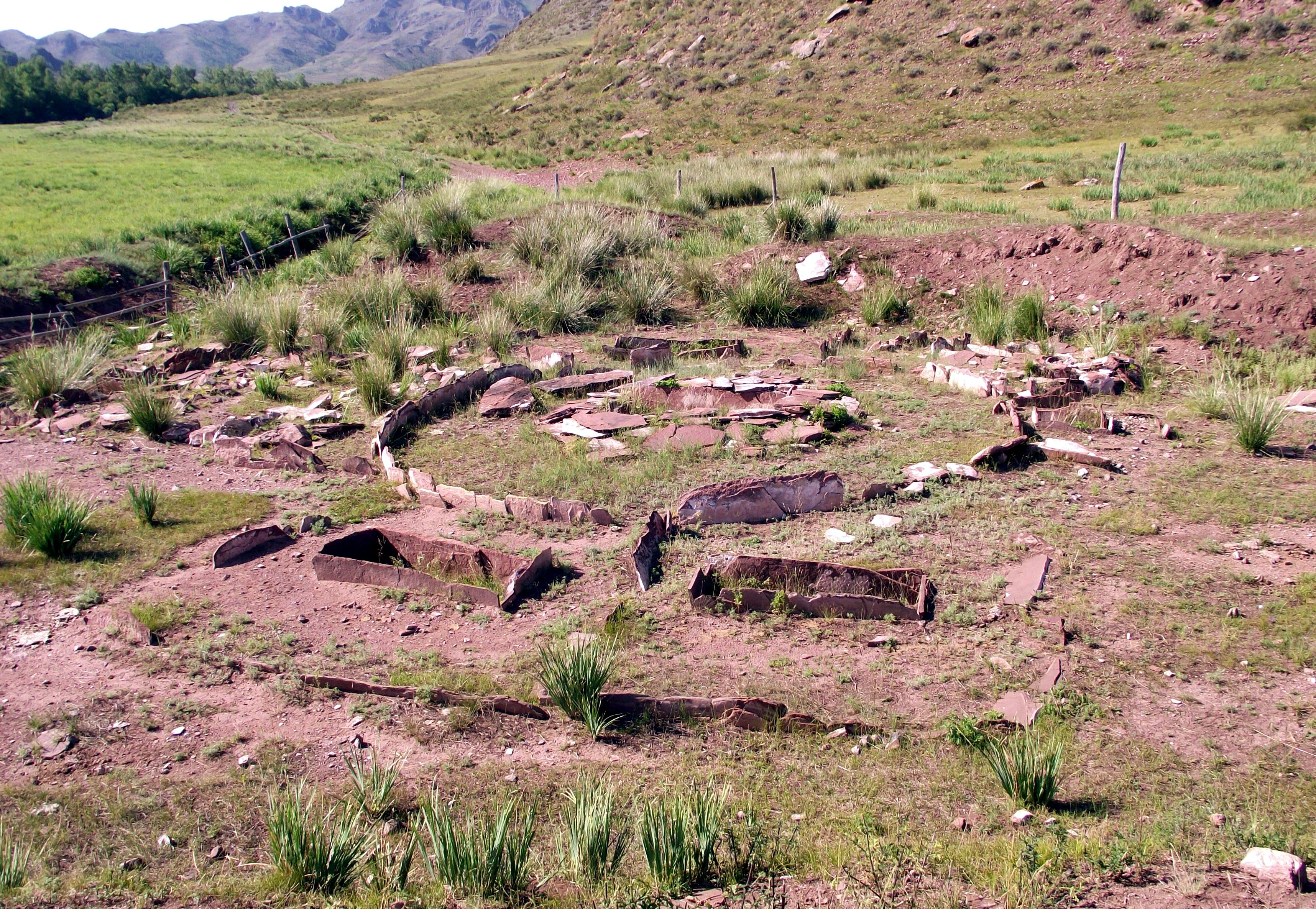
Grabstätte der Karassuk-Kultur bei Kasanowka, unweit Askis

Die Keramik steht eher in der Tradition der Andronowo-Kultur. Unklar ist derzeit die Eingliederung einiger ebenfalls spätbronzezeitlicher Fundstellen, die möglicherweise eine synchrone, eigenständige Kultur bildeten. Die charakteristische Keramik zeigt Bezüge zu westsibirischen Kulturen wie der Irmen-Kultur und besteht aus schüssel- bis topfartigen Gefäßen mit gerundeter Wandung und abgesetztem Trichterrand. Sie weisen als Verzierung horizontale Rillen, umlaufende Abdruckreihen und an die Andronowo-Kultur erinnernde komplexe Ritzmuster auf.
Die Ansiedlungen der Karassuk-Kultur umfassen meist weniger als zehn Grubenhäuser, die in Torgaschak im südwestlichen Chakassien um einen zentralen Platz angeordnet waren. Es lässt sich nicht ausschließen, dass die Siedlungen teilweise nur saisonal benutzt wurden. Die Wirtschaft wurde vermutlich von der Viehzucht dominiert; dies zeigen Tierknochenfunde aus Siedlungen. Befunde aus Siedlungen zeigen darüber hinaus, dass auch die Bronze- und Kupfermetallurgie betrieben wurde.
Die Masse der Fundstellen besteht aus Nekropolen. Die Grabanlagen umfassten je bis zu drei Steinkisten, die mit Holzbohlen und Steinplatten abgedeckt und mit einer eckigen steinernen Einfriedung umgeben wurden. Teilweise wurden über den Gräbern flache Kurgane aufgeschüttet. Die Toten wurden in Hockerlage beigesetzt; der Kopf wies nach Nordwesten. Erwähnt sei, dass in dieser Richtung die Spätirmen-Kultur lag, was vielleicht ein Hinweis auf ihre Herkunft sein könnte. Ein oder zwei Gefäße, Bronzeerzeugnisse und Knochenkämme bildeten die Grabbeigaben. Die Grabbeigaben lassen wie in der vorangehenden Zeit keine sozialen Unterschiede erkennen.
Die Karassuk-Kultur verfügte über eine archaische Technik zur Herstellung von Gefäßen durch Aushöhlen von Lehmklumpen, eine Methode, die von den türkischen Völkern Sibiriens wie den Jakuten und den Schoren bewahrt wurde.
Die Karassuk-Kultur löste die örtliche Form der Andronowo-Kultur ab, von der sie sich besonders bei der Metallware, die durch Einflüsse aus der Mongolei und dem nördlichen China geprägt wurde, deutlich unterscheidet. Die Messer sind denen aus Anyang in China typmäßig verwandt.

## Ethnisch-sprachliche Hypothesen
Die sprachlich-ethnische Zuordnung der Karassuk-Leute kann nicht sicher entschieden werden und es existieren verschiedene Hypothesen.
Als Nachfolgerin der von Mallory (1997) als proto-indoiranischen gedeuteten Andronowo-Kultur und der folgenden altiranisch-frühskythischen Tagar-Kultur bezeichnete er sie anfangs noch als proto-iranisch.
Dagegen halten einige Archäologen die Karassuk-Kultur wegen der ausgeprägten südsibirischen und ostmittelasiatischen Kultureinflüsse für ein nicht-indoiranisches, nicht einmal indogermanisches Intermezzo in der Geschichte der oberen Jenissei-Region. Einige Forscher verbinden die Karassuk-Kultur hypothetisch mit der proto-altaischen Sprachgruppe. Es wird zudem vermutet, dass die Karasuk-Kultur Ausgangspunkt der ersten Westwanderung einiger Proto-Turkvölker (als Teilgruppe der altaischen Sprachen) gewesen sein könnte.
Wiederum andere Archäologen und Linguisten vermuten archaische südsibirisch-ostmittelasiatische Sprachen, die Burushaski oder den Jenisseischen Sprachen nahegestanden haben könnten.

## Anthropologische und genetische Untersuchungen
Ältere anthropologische Forschungen ergaben im Unterschied zu den gemischten Kultureinflüssen, dass die Karassuk-Menschen eher ostasiatisch-südsibirische Skelettmerkmale trugen, im Gegensatz zu den vorherigen Andronowo-Leuten und den späteren Trägern der Tagar-Kultur, deren Anthropologie mehr an Bewohner des westlichen Eurasiens und Osteuropas erinnert. Das würde bedeuten, dass sie nur zum kleinen Teil von den Andronowo-Leuten abstammten und auch die späteren Tagar-Leute vorwiegend mit einer erneuten Migration aus Westen zusammenhingen.
Keyser et al. (2009) fand in vier Skeletten der Karassuk-Bevölkerung ausschließlich die Y-Haplogruppe R1a, woraus sie auf nahe Verwandtschaft mit der als indogermanisch gedeuteten Bevölkerung der Andronowo-Kultur schloss. Unterländer et al. (2017) erforschten in einer genetischen Studie der mütterlich vererbten MtDNA eurasischer Steppenkulturen auch sieben Leichname aus der Karassuk-Kultur, die ergaben, dass neben die Gen-Marker mehrheitlich osteuropäischer, minderheitlich kaukasischer Herkunft, die auch für Andronowo-Leichname typisch waren, ein durchschnittlich kleinerer Anteil genetischer Marker südsibirischer Herkunft (für Nganasanen und Jenisseischen Gruppen typisch) kam, allerdings in individuell sehr unterschiedlichem Ausmaß: fünf Leichname zeigten fast 10 % bis fast 30 %, einer überhaupt keine, ein weiterer dagegen fast 80 % südsibirische genetische Herkunft. Die archäologischen Befunde teils westlicherer, teils östlicherer kultureller Wurzeln, die anthropologischen Befunde einer verschiedenen, aber wohl mehrheitlich östlicheren Herkunft und die genetischen Befunde einer verschiedenen, aber wohl mehrheitlich westlicheren Herkunft liefern keine Beweise, nicht einmal leicht zu entscheidende Indizien, welche Sprache die Karassuk-Leute sprachen, denn die Geschichte kennt Beispiele, in denen sich die Sprache einer kleinen, aber dominierenden Minderheit durchsetzte (elite model), oder auch die Sprache der Mehrheit (majority model).

## Metallurgische Einflüsse aus China
Wie erwähnt, sind die Messer der Karassuk-Kultur mit denen aus Anyang in China fast identisch. Die Übertragung dieses räumlich sehr weit entfernten Einflusses ist schwer zu rekonstruieren. Allerdings wurden in der frühen Geschichte mehrfach metallurgische Innovationen aus China in Mittelasien übernommen.
Auf die Karassuk-Kultur folgte die Tagar-Kultur, deren Träger Nekropolen der Karassuk-Kultur weiter benutzten, was auf eine Bevölkerungskontinuität hinweisen könnte. Die Tagar-Kultur betrieb im großen Maße Erzabbau und Metallurgie.